# Hieracium scitulum
Hieracium scitulum là một loài thực vật có hoa trong họ Cúc. Loài này được Woł. mô tả khoa học đầu tiên.